# Leica IIIb
La Leica IIIb è una macchina fotografica manuale a pellicola, della Ernst Leitz GMBH Wetzlar Germany (oggi, Leica Camera AG), presentata nel 1938 con l'esemplare n° 240.001. È stata costruita per 4 anni, ossia fino al 1941 con l'apparecchio n° 368.563, in un totale di 32'105 esemplari.

## Caratteristiche
- Finitura: cromata
- Bottone di carica
- Oculari mirino-telemetro accostati
- Bottone dei tempi lunghi: 1 sec, 1/2, 1/4, 1/8, 1/20 +T
- Bottone dei tempi brevi: 1/20, 1/30, 1/40, 1/60, 1/100, 1/200, 1/500, 1/1000 +Z (equivale alla posa B)
- Leva per la correzione diottrica del telemetro
- Predisposizione per il winder Mooly
- Occhielli per cinghia: tondi

La Leica IIIb costituisce un ulteriore perfezionamento del precedente modello IIIa. La prima modifica esterna osservabile è agli oculari del mirino e del telemetro, che nella IIIb sono racchiusi in una cornicetta, consentendo, così, un più rapido passaggio da uno all'altro. Per ottenere ciò, è stato rivisto completamente l'ottica del sistema telemetrico (cosa che ha implicato l'aumentare di 1 mm l'altezza della calotta), e la levetta di correzione diottrica è stata trasferita in posizione coassiale al bottone estraibile di riavvolgimento. L'altra modifica esterna è costituita dalla slitta porta accessori, che ora è fissata con quattro viti (al posto di tre), ed è dotata di due molle, che migliorano di molto il sistema di tenuta degli accessori stessi. 
All'interno, invece, vengono apportate migliorie al gruppo otturatore e di trascinamento della pellicola, dotandoli, ora, di cuscinetti a sfera, che rendono più dolce e silenzioso l'uso della fotocamera.